# Kreuzweg und Kapelle auf dem Kalvarienberg (Marsberg)

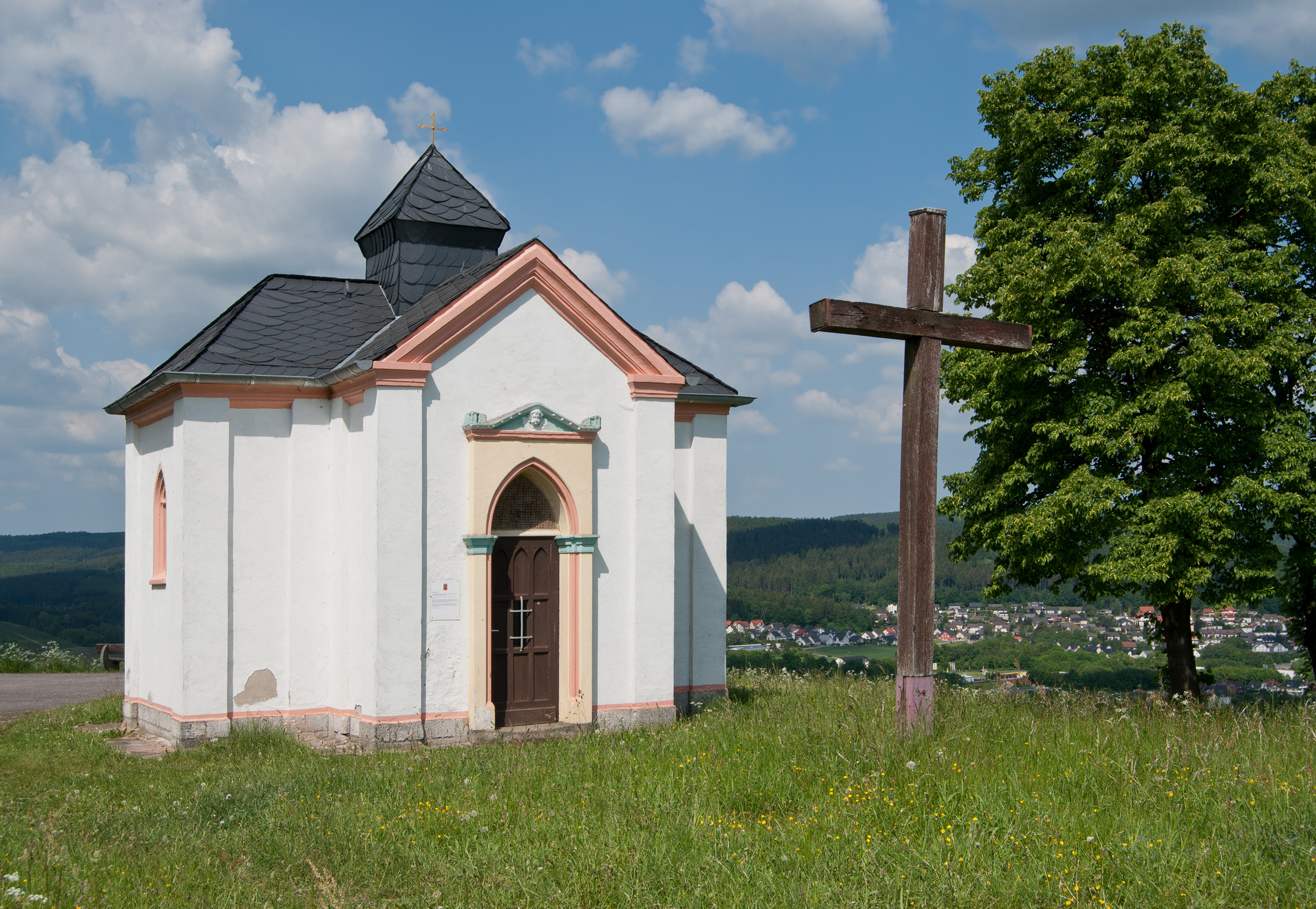
Neugotische Kapelle auf dem Kalvarienberg

Kreuzweg und Kapelle auf dem Kalvarienberg ist ein denkmalgeschütztes Ensemble in Marsberg im Hochsauerlandkreis (Nordrhein-Westfalen). Es steht auf dem Kalvarienberg in der Ortschaft Obermarsberg.

## Geschichte und Architektur
Der kreuzförmige, historistische Putzbau mit zentralem Dachreiter steht in markanter, weithin sichtbarer Lage auf einer Bergkuppe. Die Kapelle wurde 1868 errichtet. Sie ist der Endpunkt des an der Propsteikirche beginnenden Kreuzweges der sieben Fußfälle. Der Kreuzweg stammt vom Ende des 17. Jahrhunderts. Die Bildstöcke mit rechteckigen Nischen und Segmentbogenaufsätzen zeigen zum Teil noch die ursprünglichen fein skulpturierten Reliefs. Sie wurden in der Zeit um 1700 und 1733/34 angefertigt.
Das Ensemble ist seit dem 18. Dezember 1997 in die Denkmalliste der Stadt Marsberg eingetragen.